# Isa Bellini
Isa Bellini (Mantua, 19 de junio de 1922 - Roma, 5 de febrero de 2021) fue una actriz y cantante italiana.

## Biografía
Isabella Bellini (nombre artístico de Isabella Calò) nació en Mantua. Tuvo que cambiar su apellido a Bellini debido a las leyes antisemitas que imperaban en ese momento en Italia. La familia emigró a Francia, donde permaneció hasta el comienzo de la Segunda Guerra Mundial sin que les metieran en un campo de concentración. Luego de ganar un concurso de talentos musicales, logró vincularse profesionalmente con el Ente Italiano per le Audizioni Radiofoniche, donde se desempeñó como cantante solista y como parte del Trío Primavera con Thea Prandi y Wilma Mangini.
Después de la Segunda Guerra Mundial, Bellini se dedicó exclusivamente al teatro, llegando a aparecer en el escenario con artistas de reconocimiento como Totò, Renato Rascel, Walter Chiari y Umberto Spadaro. En 1948 empezó a trabajar como presentadora radial, presentando en 1954 el popular programa Il motivo in maschera con Mike Bongiorno y Lelio Luttazzi. Ese mismo año debutó en la televisión italiana como conductora del programa Italia, Nati per la musica, y a partir de entonces registró apariciones en diversas producciones de cine, teatro y televisión hasta la década de 1990.
Falleció el 5 de febrero de 2021 a los noventa y ocho años, en Roma.

## Filmografía destacada
- 1940, Una famiglia impossibile
- 1941, The Happy Ghost
- 1972, Without Family
- 1973, Love and Anarchy
- 1997, Camere da letto